# 24 oktober
24 oktober is de 297ste dag van het jaar (298ste dag in een schrikkeljaar) in de gregoriaanse kalender. Hierna volgen nog 68 dagen tot het einde van het jaar.

## Gebeurtenissen
- Algemeen

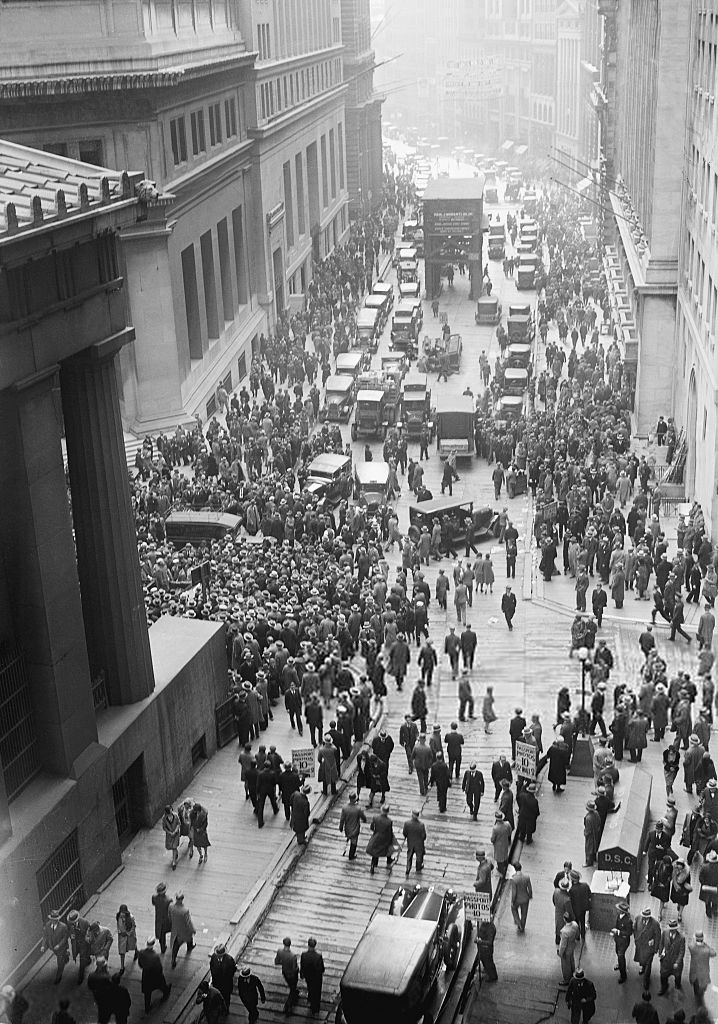
Een mensenmenigte voor het gebouw van de New York Stock Exchange na de beurskrach op "zwarte donderdag" 24 oktober 1929

  - 79 - Uitbarsting van de Vesuvius, waarbij de stad Pompeii onder een dikke laag as verdween.[1][2]
  - 1991 - Na een uitbarsting van de vulkaan Lokon op Noord-Sulawesi in Indonesië moeten honderden gezinnen uit een nabijgelegen dorp worden geëvacueerd.
  - 2002 - Hero, de grote wuxia-productie van regisseur Zhang Yimou, gaat in China in première.
  - 2010 - De VN-vluchtelingenorganisatie UNHCR begint een luchtbrug naar het zwaar overstroomde West-Afrikaanse land Benin.
- Criminaliteit en veiligheid
  - 1997 - Justitie doet samen met de FIOD en de ECD invallen bij de Effectenbeurs, banken en enkele commissionairs. Mensen van naam en faam uit de financiële wereld worden gearresteerd.
- Economie
  - 1929 - Zwarte Donderdag: een beurskrach in New York vormt het begin van de Grote Depressie.[3]
  - 2012 - Op een bijzondere ondernemingsraad is bekendgemaakt dat Ford Genk eind 2014 zal sluiten. De 4300 werknemers verliezen hun werk.[4] Daarnaast komen ook 5500 banen bij toeleveranciers in het gedrang.
  - 2012 - Een grote goudmijn in Zuid-Afrika ontslaat ongeveer 12.000 stakende arbeiders, die ondanks een ultimatum niet op hun werk zijn verschenen.
- Infrastructuur
  - 2001 - In de Gotthardtunnel voltrekt zich een zwaar ongeluk.
  - 2012 - De metro van Fortaleza wordt in gebruik genomen.
- Media
  - 1946 - De eerste Kronkel verschijnt, het dagelijkse cursiefje van Simon Carmiggelt in Het Parool.[4]
- Oorlog
  - 69 - Tweede Slag bij Bedriacum: Vespasianus verslaat in Lombardije de Romeinse legioenen van keizer Vitellius.
  - 1911 - Tijdens de Italiaans-Turkse Oorlog is de Nieuport van kapitein-vlieger Carlos Piazza het eerste vliegtuig in de geschiedenis dat werd beschoten.
  - 1935 - Italië trekt Ethiopië binnen.[4]
  - 1936 - Hitler en Mussolini sluiten het verdrag dat de basis wordt van de 'As' tussen Berlijn en Rome.[4]
  - 1962 - Begin van de zeeblokkade bij Cuba door Amerikaanse marineschepen tijdens de Cubacrisis.
  - 1973 - Einde van de Jom Kipoeroorlog.[4]
  - 1990 - In Noord-Ierland worden twee controleposten door bomaanslagen van het IRA getroffen. Zes Britse soldaten en 27 anderen worden verwond.
- Politiek
  - 1795 - Polen wordt verdeeld tussen Oostenrijk, Pruisen en Rusland tijdens de Poolse Delingen.[4]
  - 1945 - Oprichting van de Verenigde Naties.
  - 1954 - Dwight D. Eisenhower belooft Amerikaanse steun aan Zuid-Vietnam.
  - 1956 - De Sovjet-Unie trekt Hongarije binnen.[4]
  - 1964 - Noord-Rhodesië wordt onafhankelijk van Engeland (Zuid-Rhodesië blijft een kolonie).
  - 1970 - Salvador Allende wordt gekozen tot president van Chili.
  - 1988 - De Algerijnse president Chadli Bendjedid kondigt politieke hervormingen aan in een tv-toespraak. Hij stelt dat het eenpartijstelsel gehandhaafd zal blijven, maar dat de enige en regerende partij, het FLN, opengesteld zal worden voor niet-partijleden en vertegenwoordigers van vakbonden en andere massa-organisaties.
  - 1994 - Een bomaanslag in de Sri Lankese stad Colombo tijdens een verkiezingsbijeenkomst van de Verenigde Nationale Partij (UNP) kost zeker 57 mensen het leven, onder wie de partijleider, Gamini Dissanayake.
  - 2010 - Voor het eerst krijgt een stad in Oost-Europa een zwarte burgemeester: de sociaaldemocraat Peter Bossman, afkomstig uit Ghana, wordt gekozen tot eerste burger van de havenstad Piran, een van de toeristische trekpleisters van Slovenië.
- Sport
  - 1857 - Oprichting van Sheffield FC, door de FIFA erkend als oudste voetbalclub ter wereld.[4]
  - 1923 - Oprichting van de Albanese voetbalclub KS Flamurtari Vlorë.
  - 1970 - Oprichting van de Algemene Utrechtse Studenten Roeivereniging Orca.
  - 1976 - James Hunt wordt wereldkampioen Formule 1 met één punt voorsprong op zijn concurrent Niki Lauda.
  - 1991 - Oprichting van de Colombiaanse voetbalclub Alianza Petrolera.
  - 1992 - De Canadese honkbalclub Toronto Blue Jays wint als eerste Canadese club (en tevens voor de eerste keer in de clubgeschiedenis) de World Series.
  - 2010 - Feyenoord verliest in Eindhoven met 10-0 van PSV. Het is de zwaarste nederlaag ooit voor de Rotterdamse club in de Eredivisie.
  - 2020 - Ajax wint van VVV-Venlo: 0-13, een record in de Eredivisie.
  - 2021 - De Belg Bashir Abdi wint de Marathon van Rotterdam met een Europees Record van 2:03.35. Roy Hoornweg is op de zestiende plaats de beste Nederlander in een tijd van 2.16.37. De Keniaanse Stella Barsosio wint de wedstrijd bij de vrouwen in een tijd van 2:22.08.[5]
  - 2021 - Kirsten Wild grijpt de derde plaats op het onderdeel puntenkoers bij de Wereldkampioenschappen baanwielrennen in het Franse Roubaix achter de Belgische Lotte Kopecky die wereldkampioen is en de Britse Katie Archibald.[6]
  - 2021 - Harrie Lavreysen pakt voor de derde keer op rij de wereldtitel op de sprint. Bij de Wereldkampioenschappen baanwielrennen in het Franse Roubaix verslaat hij Jeffrey Hoogland.[7]
  - 2021 - Mark van Bommel krijgt ontslag als trainer van de Duitse voetbalclub VfL Wolfsburg.[8]
  - 2023 - De Nederlandse wielrenster Demi Vollering ontvangt de Velo d'Or, een prijs voor de beste wielrenster van het jaar. Bij de mannen gaat de prijs naar de Deen Jonas Vingegaard. De Nederlander Mathieu van der Poel ontvangt de Eddy Merckx-trofee voor beste klassiekerrenner.[9]
  - 2023 - Wielrenster Fem van Empel wint de Nacht van Woerden voor de eveneens Nederlandse Manon Bakker en Zoe Bäckstedt uit Groot-Brittannië.[10] Bij de mannen is de zege voor de Nederlander Lars van der Haar, terwijl diens landgenoot Pim Ronhaar de derde plaats opeist. De Belg Laurens Sweeck komt binnen als tweede.[11]
- Religie
  - 1948 - Encycliek In Multiplicibus Curis van paus Pius XII met een oproep tot gebed voor vrede in Palestina.
- Wetenschap en technologie
  - 1946 - De eerste foto van de Aarde vanuit de Ruimte wordt gemaakt met behulp van een V2-raket. De raket werd gelanceerd vanaf de Amerikaanse lanceerbasis White Sands, maakte de foto's vanaf een hoogte van 105 kilometer en viel vervolgens weer terug naar de Aarde.[12]
  - 2003 - Laatste vlucht van de Concorde, het supersonische vliegtuig dat als prestigeproject werd ontwikkeld door Frankrijk en Groot-Brittannië.[4]

## Geboren

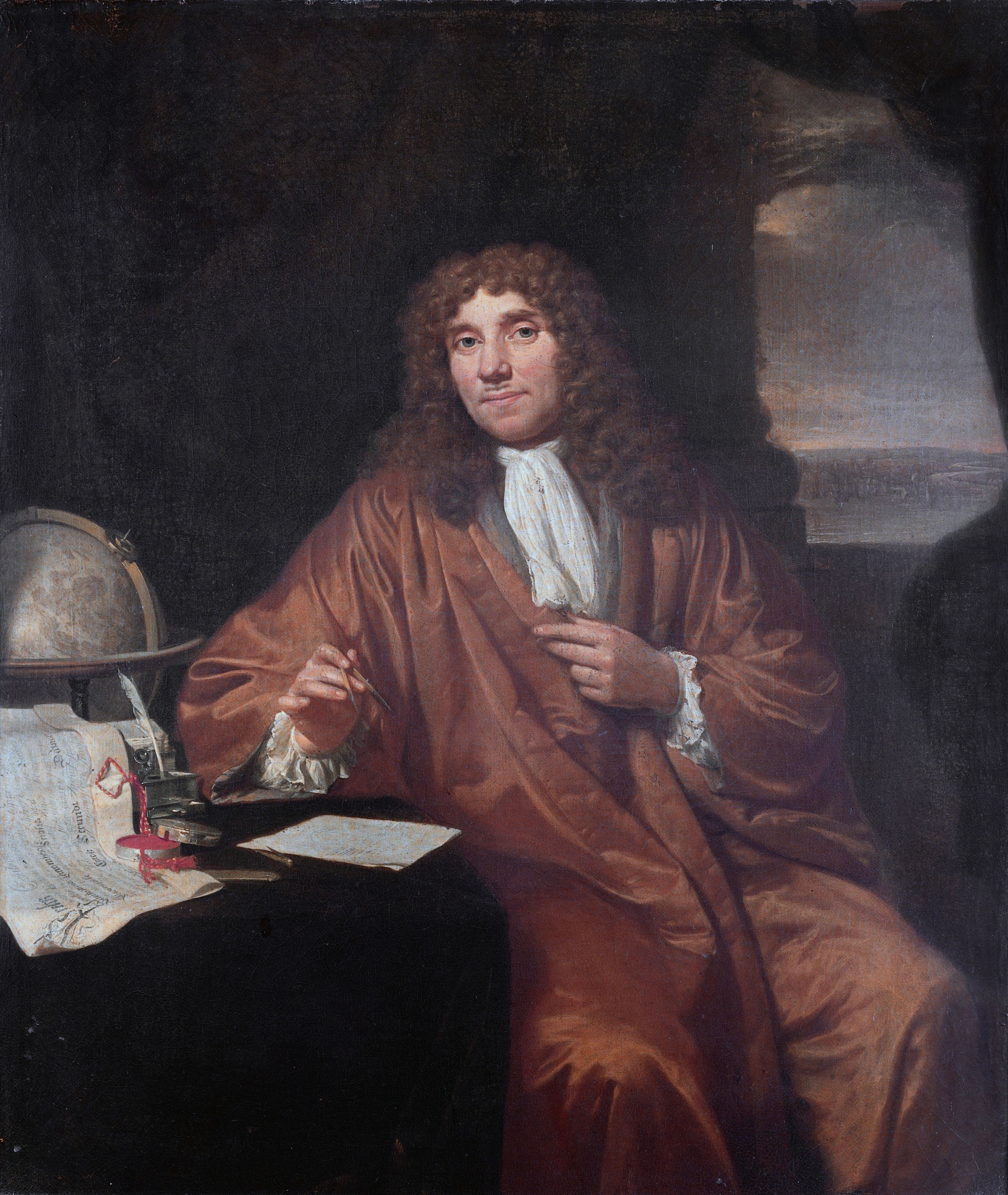
Antoni van Leeuwenhoek
geboren in 1632

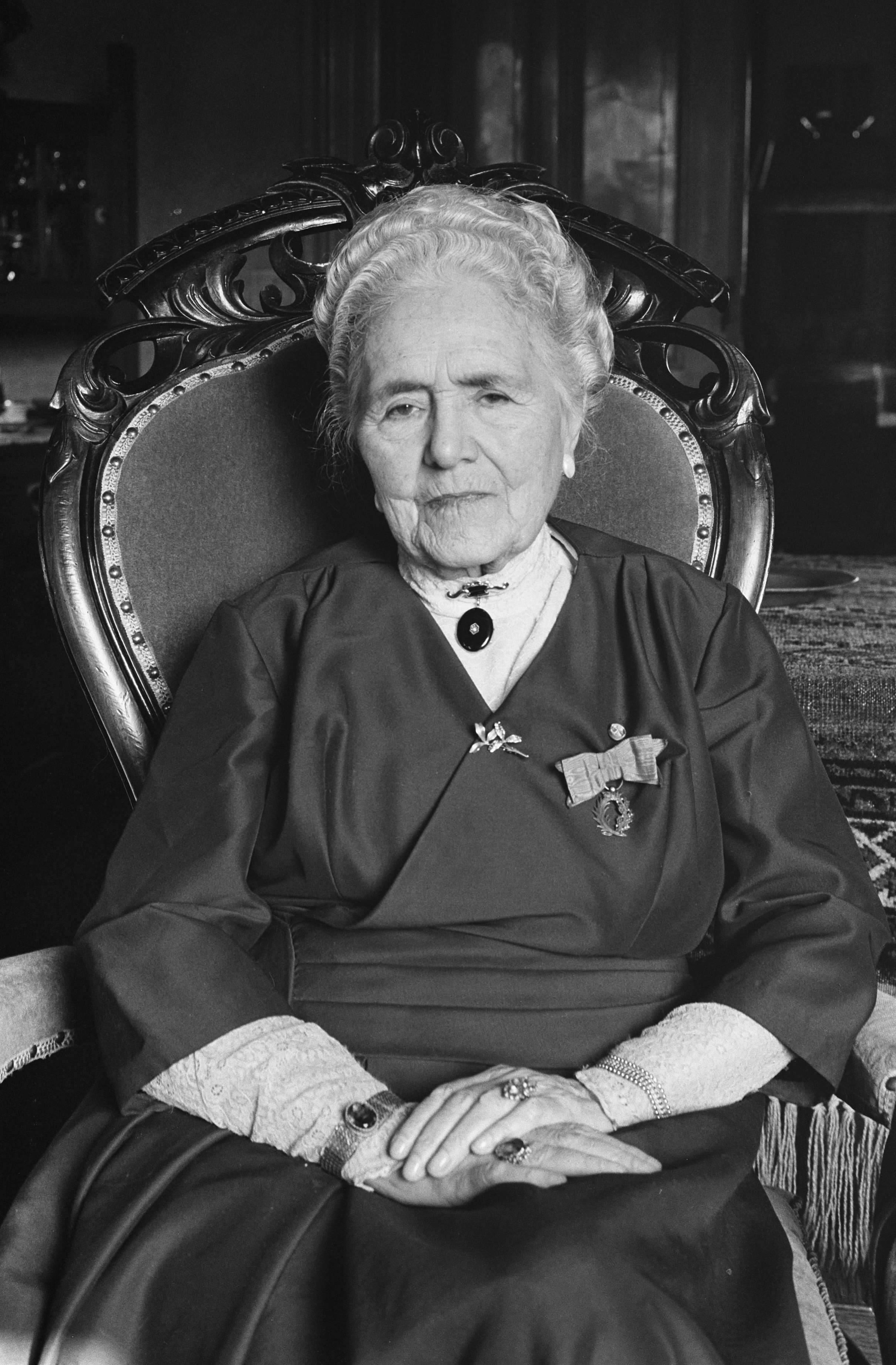
Rika Hopper
geboren in 1877

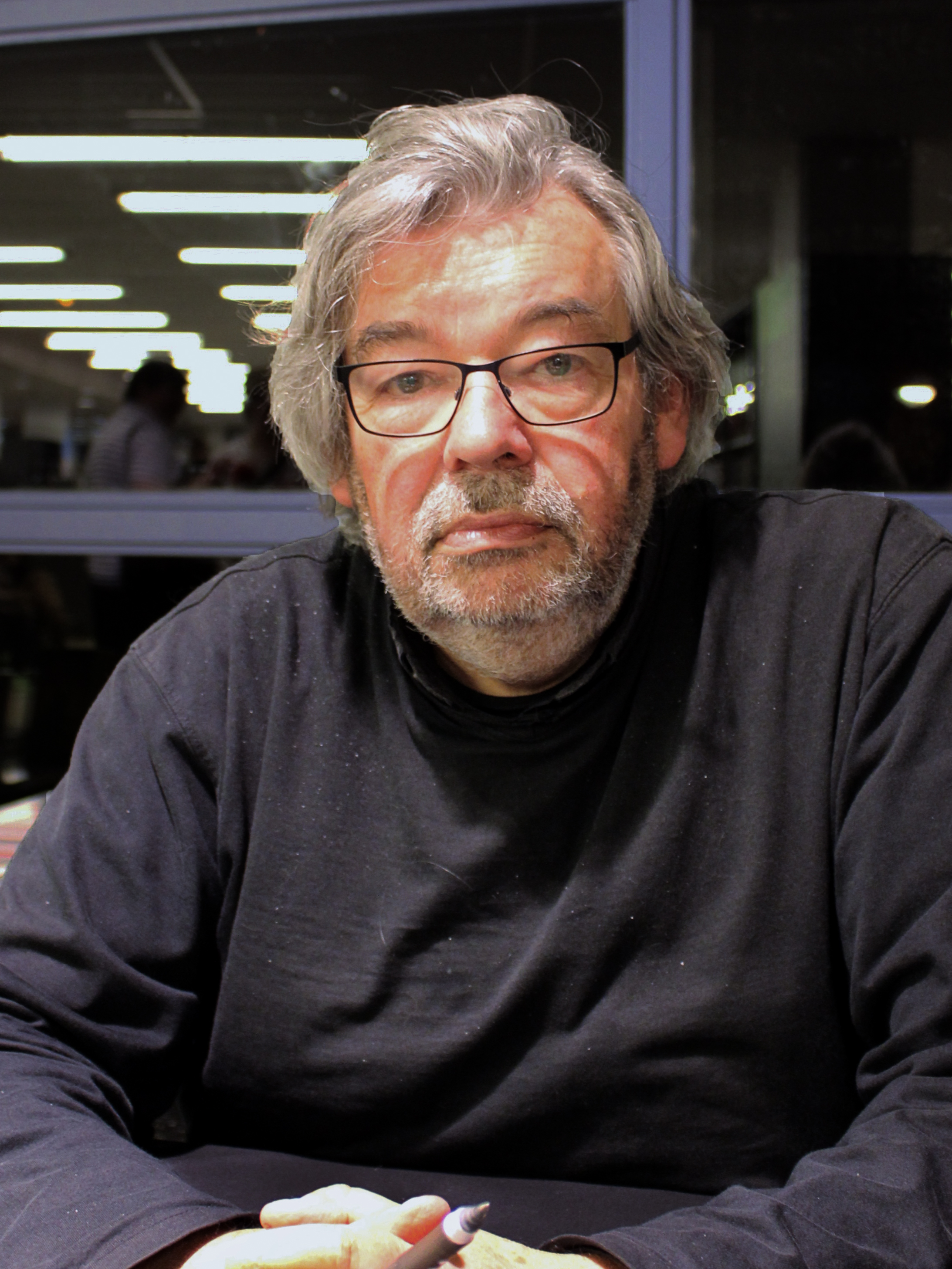
Maarten van Rossem
geboren in 1943

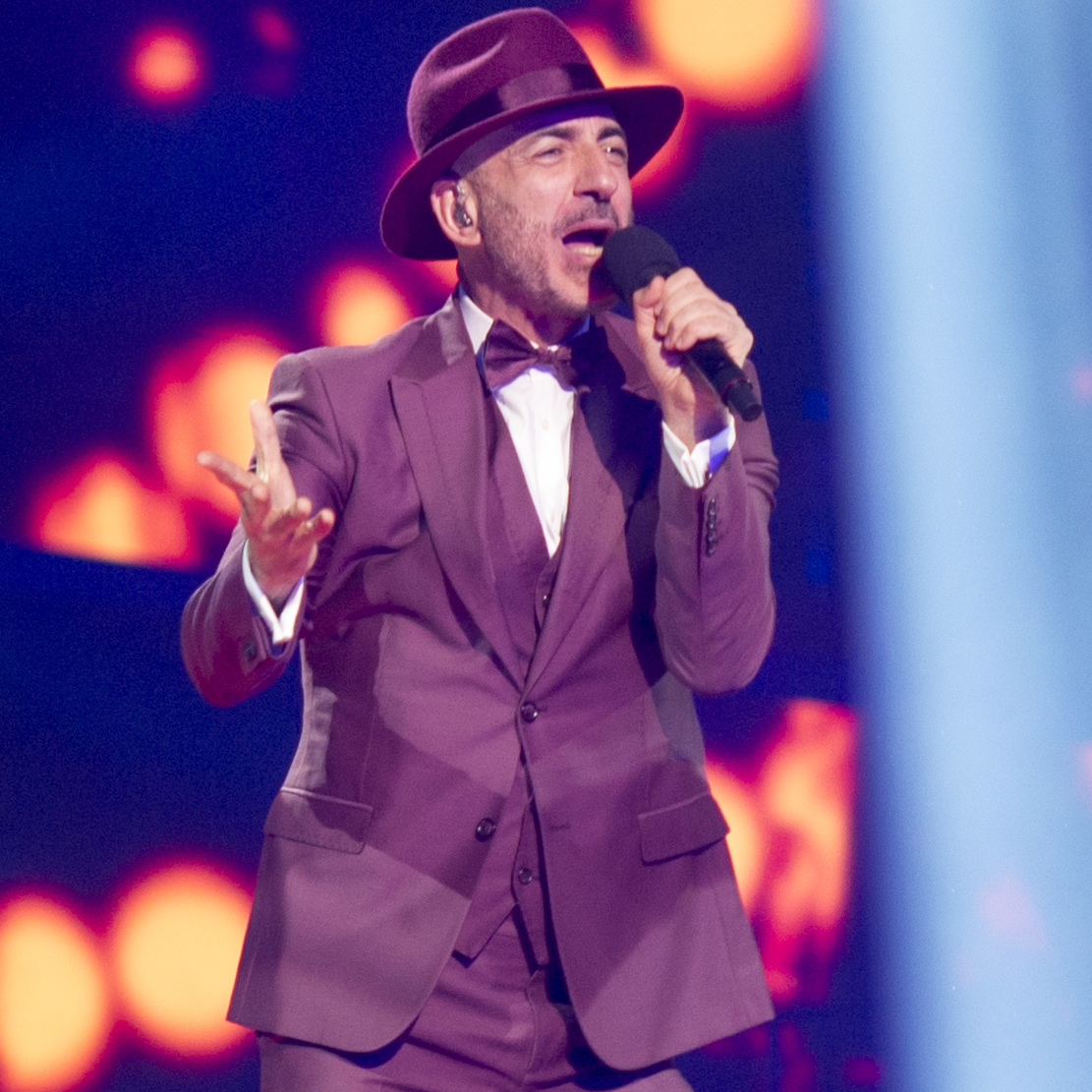
Ahmet Serhat Hacıpaşalıoğlu, geboren in 1964

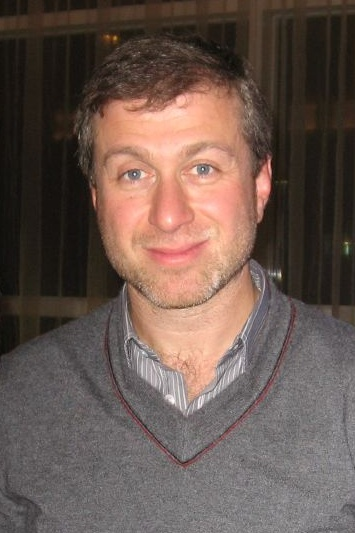
Roman Abramovitsj
geboren in 1966

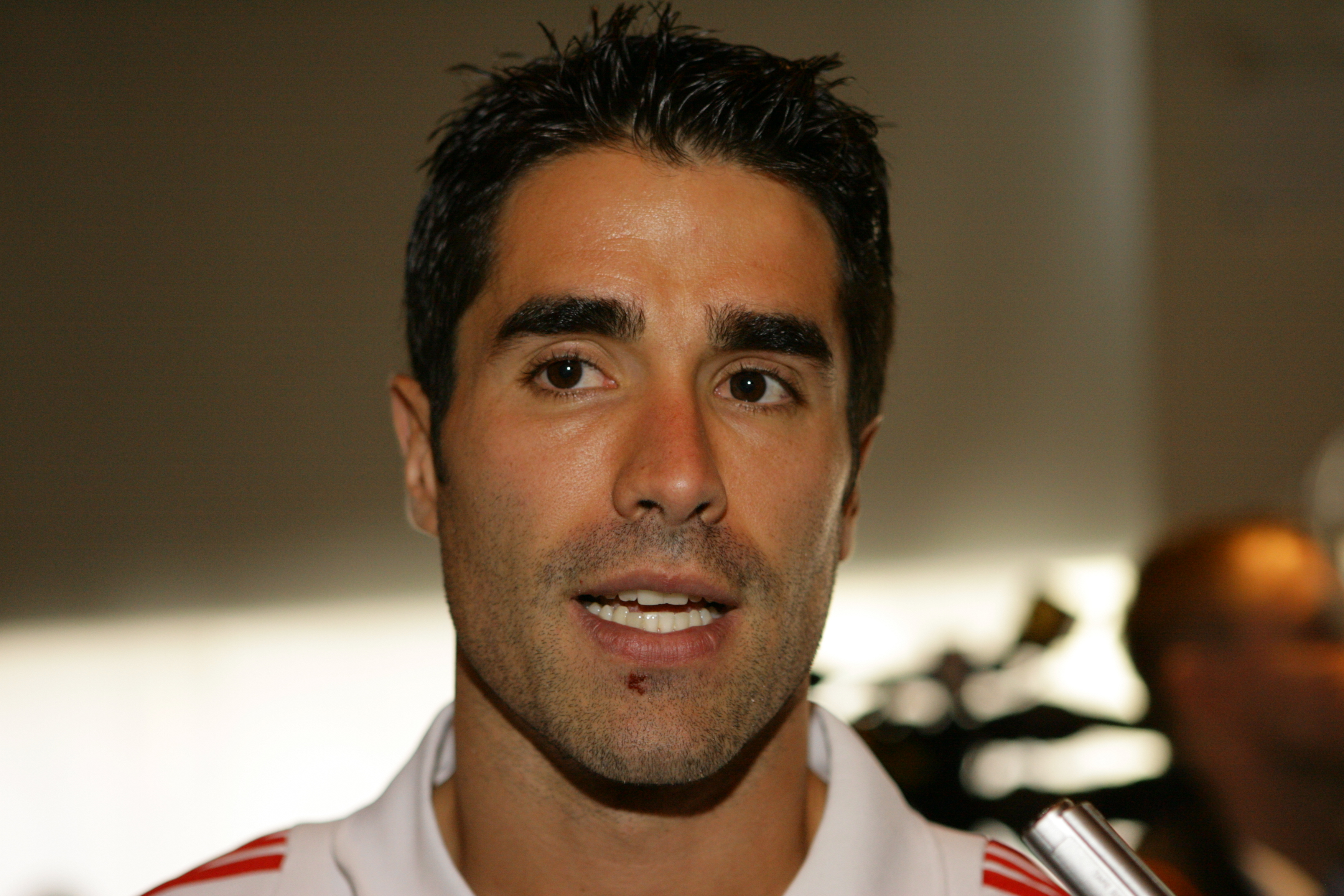
Juan Pablo Ángel
geboren in 1975

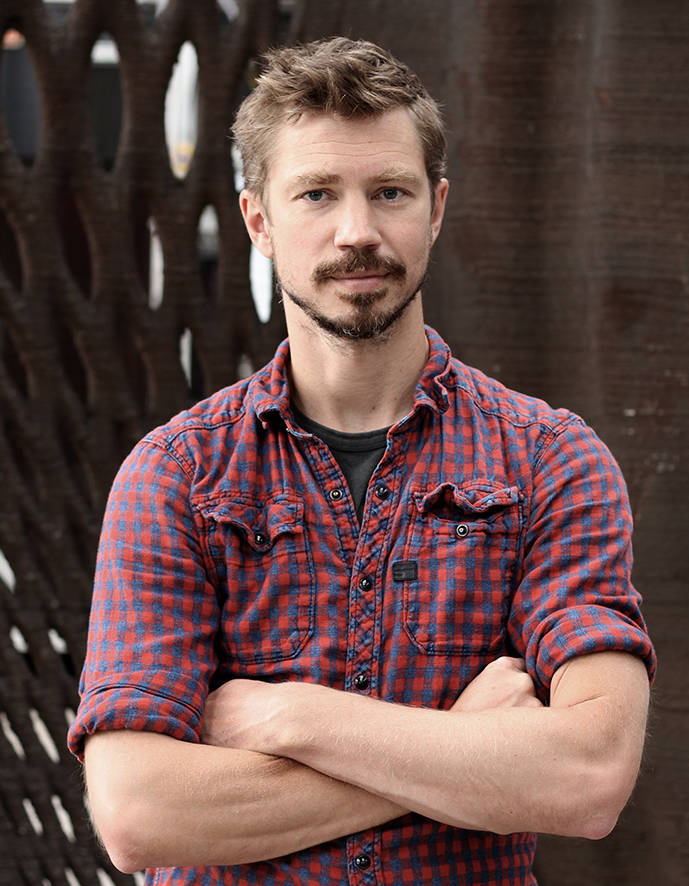
Joris Laarman
geboren in 1979

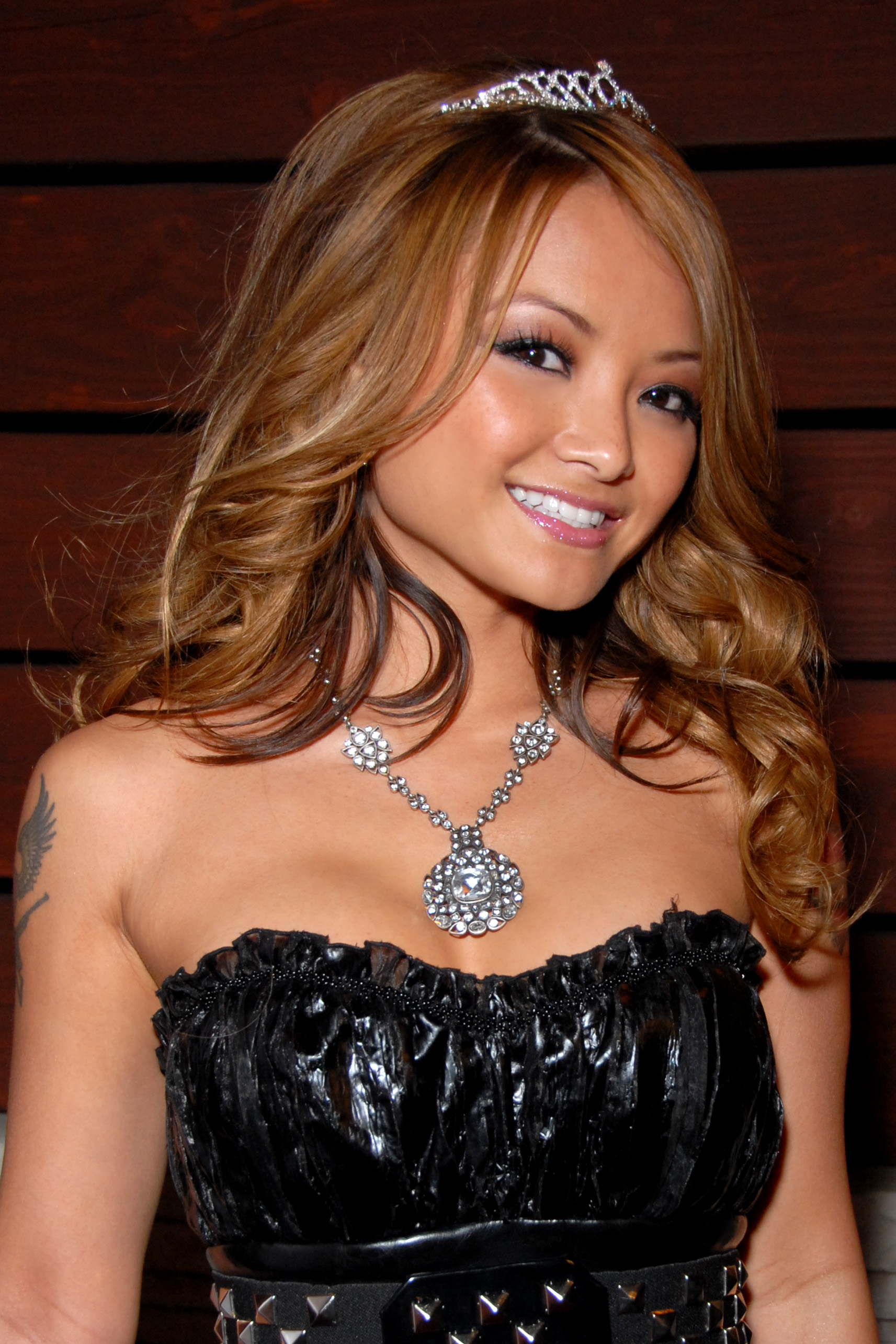
Tila Tequila
geboren in 1981

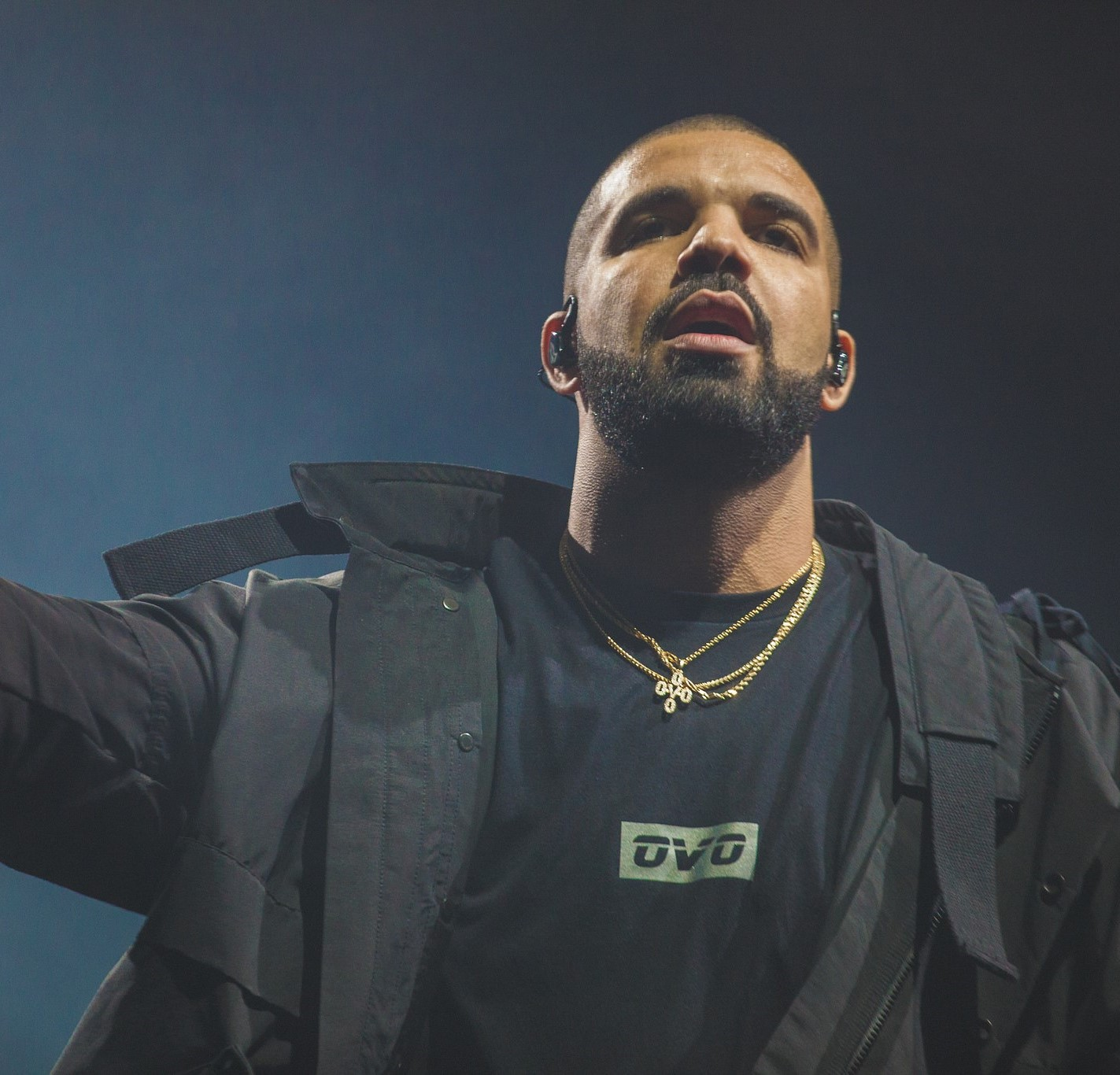
Drake
geboren in 1986

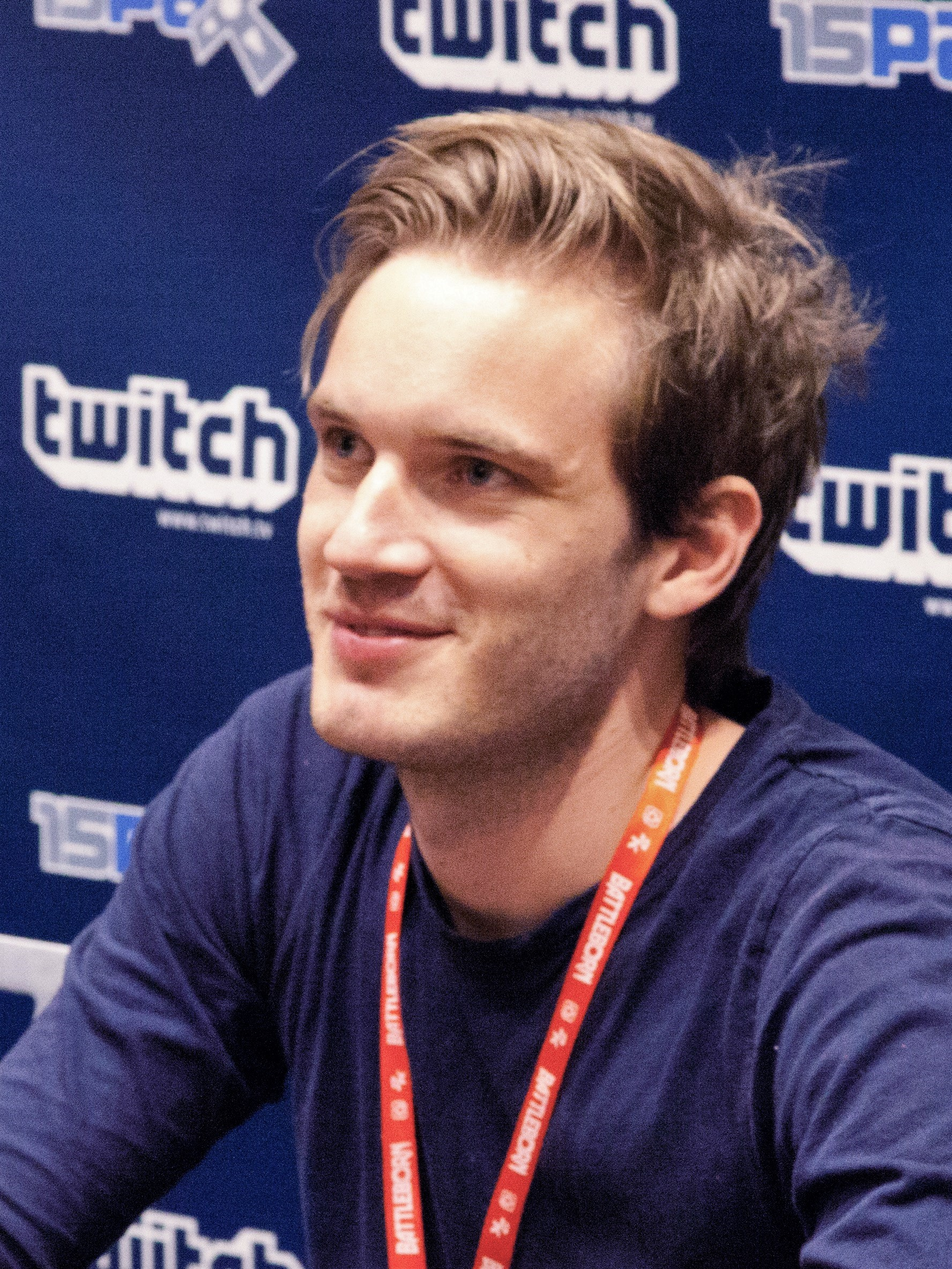
Felix Kjellberg
geboren in 1989

- 1503 - Isabella van Portugal, de latere echtgenote van Karel V (overleden 1539)
- 1632 - Antoni van Leeuwenhoek, Nederlands wetenschapper (overleden 1723)
- 1697 - Jan Frans Michel, Zuid-Nederlands schrijver (overleden 1773)
- 1788 - John Burdett Wittenoom, eerste koloniaal kapelaan van West-Australië (overleden 1855)
- 1789 - Michel Félix Dunal, Frans botanicus en mycoloog (overleden 1856)
- 1796 - David Roberts, Schots schilder (overleden 1864)
- 1804 - Wilhelm Eduard Weber, Duits natuurkundige en filosoof (overleden 1891)
- 1828 - Edmond Dumont, Belgisch bisschop van Doornik (overleden 1892)
- 1828 - Aäron Adolf de Pinto, Nederlands jurist en vicepresident van de Hoge Raad (overleden 1907)
- 1844 - Karl Lueger, Oostenrijks politicus. Hij was burgemeester van Wenen en afgevaardigde in de Rijksraad (overleden 1910)
- 1859 - Edouard Chappel, Belgisch-Engels kunstschilder (overleden 1946)
- 1868 - Alexandra David-Néel, Frans ontdekkingsreizigster en schrijfster (overleden 1969)
- 1869 - Lodewijk Scharpé, Belgisch professor en flamingant (overleden 1935)
- 1874 - Rafael Palma, Filipijns minister en senator (overleden 1939)
- 1877 - Rika Hopper, Nederlands actrice en toneeldirecteur (overleden 1964)
- 1879 - August Erker, Amerikaans roeier (overleden 1951)
- 1885 - Ernest Claes, Belgisch auteur (overleden 1968)
- 1886 - Emile Verviers, Nederlands econoom en publicist (overleden 1968)
- 1887 - Octave Lapize, Frans wielrenner (overleden 1917)
- 1889 - Christiaan Boers, Nederlands militair en verzetsstrijder (overleden 1942)
- 1889 - Clovis Trouille, Frans schilder (overleden 1975)
- 1897 - Willem Sandberg, Nederlands ontwerper, typograaf en directeur van het Stedelijk Museum (overleden 1984)
- 1890 - Thomas Tien Ken-sin, Chinees kardinaal-aartsbisschop van Peking (overleden 1967)
- 1891 - Ferhat Abbas, eerste president van Algerije (overleden 1985)
- 1891 - Rafael Trujillo, president van de Dominicaanse Republiek (overleden 1961)
- 1904 - Wim Kat, Nederlands atleet (overleden 1990)
- 1911 - Paul Grégoire, Canadees kardinaal-aartsbisschop van Montreal (overleden 1993)
- 1911 - Sonny Terry, Amerikaans bluesmuzikant (overleden 1986)
- 1914 - Charles Anderson, Amerikaans ruiter (overleden 1993)
- 1915 - Bob Kane, Amerikaans striptekenaar (overleden 1998)
- 1916 - Janny Brandes-Brilleslijper, Nederlands Joods verzetsstrijder en overlever van de Holocaust (overleden 2003)
- 1918 - Jim Peters, Brits atleet (overleden 1999)
- 1920 - Robert Coffy, Frans kardinaal (overleden 1995)
- 1920 - Rafael Ileto, Filipijns generaal en minister (overleden 2003)
- 1921 - Ted Ditchburn, Engels voetballer (overleden 2005)
- 1921 - Tom Manders, Nederlands tekenaar en cabaretier (overleden 1972)
- 1924 - George Amick, Amerikaans autocoureur (overleden 1959)
- 1924 - Piet Roozenburg, Nederlands dammer (overleden 2003)
- 1925 - Bob Azzam, Libanees zanger (overleden 2004)
- 1925 - Luciano Berio, Italiaans componist (overleden 2003)
- 1925 - Caesarius Mommers, Nederlands frater, onderwijzer en onderwijskundige (overleden 2007)
- 1925 - Daan Monjé, Nederlands politicus en activist (overleden 1986)
- 1925 - Fernand Piot, Belgisch politicus (overleden 2007)
- 1927 - Gilbert Bécaud Frans zanger (overleden 2001)
- 1929 - George Crumb, Amerikaans componist (overleden 2022)
- 1930 - The Big Bopper, Amerikaans zanger en diskjockey (overleden 1959)
- 1931 - Sofia Goebaidoelina, Russisch componiste (overleden 2025)
- 1932 - Stephen Covey, Amerikaans auteur (overleden 2012)
- 1932 - Pierre-Gilles de Gennes, Frans fysicus (overleden 2007)
- 1932 - Robert Mundell, Canadees econoom en Nobelprijswinnaar (overleden 2021)
- 1934 - Philip Lieberman, Amerikaans taalkundige (overleden 2022)
- 1934 - Sammy Petrillo, Amerikaans komiek (overleden 2009)
- 1935 - Luc Boyer, Nederlands mimespeler (overleden 2024)
- 1935 - Antonino Calderone, Italiaans maffioso (overleden 2013)
- 1935 - Sanford Clark, Amerikaans muzikant (overleden 2021)
- 1936 - Annelien Kappeyne van de Coppello, Nederlands politica (overleden 1990)
- 1936 - Jacco van Renesse, Nederlands operettezanger en radiopresentator (overleden 2008)
- 1936 - Bill Wyman, Engels muzikant
- 1937 - Jozef Jankech, Slowaaks voetballer en voetbalcoach
- 1938 - Fernand Goyvaerts, Belgisch voetballer (overleden 2004)
- 1939 - F. Murray Abraham, Amerikaans acteur
- 1941 - Frank Aendenboom, Belgisch acteur (overleden 2018)
- 1942 - Rolf Blättler, Zwitsers voetballer en voetbaltrainer (overleden 2024)
- 1943 - Maarten van Rossem, Nederlands historicus
- 1945 - Ernst Jansen Steur (Ernst Nicolaas Herman Jansen), Nederlands neuroloog (overleden 2023)
- 1946 - Catherine Keyl, Nederlands televisiepresentatrice
- 1946 - Peter Schaap, Nederlands zanger, liedjesschrijver en auteur (overleden 2025)
- 1947 - Anneke van Dok-van Weele, Nederlands politica
- 1947 - Guido Jonckers, Nederlands (stem)acteur en toneelregisseur
- 1947 - Kevin Kline, Amerikaans acteur
- 1948 - Merho, Belgisch striptekenaar
- 1948 - Robert Ouko, Keniaans atleet (overleden 2019)
- 1948 - Barry Ryan, Engels zanger (overleden 2021)
- 1949 - De Aal, Nederlands tandarts en zanger
- 1949 - Robert Pickton, Canadees seriemoordenaar (overleden 2024)
- 1950 - Iggy Arroyo, Filipijns politicus (overleden 2012)
- 1950 - Bert Pronk, Nederlands wielrenner (overleden 2005)
- 1951 - Peter den Oudsten, Nederlands politicus
- 1952 - Jan Baas, Nederlands politicus
- 1952 - Maarten Spanjer, Nederlands acteur en schrijver
- 1953 - Christoph Daum, Duits voetbaltrainer (overleden 2024)
- 1954 - Ann Cleeves, Brits misdaadschrijfster
- 1956 - Erich Anderson, Amerikaans acteur (overleden 2024)
- 1956 - Raymond Van Paemel, Belgisch atleet
- 1957 - Steve Dunn, Engels voetbalscheidsrechter
- 1957 - Vladimir Markelov, Sovjet-Russisch turner (overleden 2023)
- 1958 - Eddy Keur, Nederlands presentator
- 1958 - Mathilde Santing, Nederlands zangeres
- 1958 - Robert W. Smith, Amerikaans componist (overleden 2023)
- 1959 - Michiel Wielema, Nederlands filosoof, vrijdenker, vertaler (overleden 2018)
- 1959 - Diana de Wolff, Nederlands politica
- 1960 - Wolfgang Güllich, Duits sportklimmer
- 1960 - B.D. Wong, Amerikaans acteur
- 1962 - Abel Antón, Spaans atleet
- 1962 - Chantal Dällenbach, Frans/Zwitsers atlete
- 1963 - Marino Keulen, Belgisch politicus
- 1963 - Rashidi Yekini, Nigeriaans voetballer (overleden 2012)
- 1964 - Frode Grodås, Noors voetballer
- 1964 - Ahmet Serhat Hacıpaşalıoğlu, Turks zanger
- 1964 - Peter Thyssen, Belgisch acteur
- 1964 - Iliana Jotova, Bulgaars politica
- 1965 - Mario van Baarle, Nederlands wielrenner
- 1966 - Roman Abramovitsj, Russisch oliemiljardair
- 1966 - Jing Haipeng, Chinees ruimtevaarder
- 1968 - Marc Pos, Nederlands televisieregisseur
- 1970 - Raúl Esparza, Amerikaans acteur en zanger
- 1970 - Jeff Mangum, Amerikaans muzikant
- 1971 - Marco Zwyssig, Zwitsers voetballer
- 1972 - Ruxandra Dragomir, Roemeens tennisster
- 1972 - Matt Hemingway, Amerikaans atleet
- 1972 - Romana Vrede, Nederlands actrice en theatermaakster
- 1973 - Vincent Candela, Frans voetballer
- 1973 - Levi Leipheimer, Amerikaans wielrenner
- 1973 - Jackie McNamara, Schots voetballer
- 1974 - Gábor Babos, Hongaars voetballer
- 1974 - Roberto García, Mexicaans voetbalscheidsrechter
- 1974 - Roemjana de Haan, Nederlands danseres
- 1974 - Melanie Kraus, Duits atlete
- 1974 - Peter Rogers, Australisch wielrenner
- 1975 - Juan Pablo Ángel, Colombiaans voetballer
- 1975 - Rolf Landerl, Oostenrijks voetballer
- 1976 - Beth Cordingly, Brits actrice
- 1976 - Arturo Del Puerto, Amerikaans acteur
- 1977 - Iván Kaviedes, Ecuadoraans voetballer
- 1977 - Marie-Hélène Prémont, Canadees mountainbikester
- 1978 - Christophe Haddad, Belgisch acteur
- 1979 - Joris Laarman, Nederlands ontwerper en kunstenaar
- 1980 - Matthew Amoah, Ghanees voetballer
- 1980 - Monica (Monica Denise Arnold), Amerikaans zangeres
- 1981 - Dunya Khayame, Nederlands actrice
- 1981 - Tila Tequila, Amerikaans zangeres, televisiepresentatrice en fotomodel
- 1983 - Katie McGrath, Iers actrice
- 1984 - Christophe Lepoint, Belgisch voetballer
- 1984 - Willem Van Schuerbeeck, Belgisch atleet
- 1984 - Fredrika Stahl, Zweeds zangeres
- 1985 - Thomas Matton, Belgisch voetballer
- 1985 - Wayne Rooney, Engels voetballer
- 1985 - Oscar Wendt, Zweeds voetballer
- 1985 - Boy Westerhof, Nederlands tennisser
- 1986 - Freek Bartels, Nederlands zanger en acteur
- 1986 - Federico Bocchia, Italiaans zwemmer
- 1986 - Drake, Canadees acteur en rapper
- 1986 - Pedro Pablo Hernández, Chileens voetballer
- 1986 - Oliver Jackson-Cohen, Engels acteur
- 1986 - Marije Smits, Nederlands paralympisch atlete
- 1987 - Anthony Vanden Borre, Belgisch voetballer
- 1987 - Aagje Vanwalleghem, Belgisch turnster
- 1987 - Charlie White, Amerikaans kunstschaatser
- 1988 - Jeremy Cota, Amerikaans freestyleskiër
- 1988 - Emilia Fahlin, Zweeds wielrenster
- 1988 - Daniel McKenzie, Brits autocoureur
- 1988 - Hideki Yamauchi, Japans autocoureur
- 1989 - Maren Hammerschmidt, Duits biatlete
- 1989 - Felix Kjellberg, Zweeds YouTube-commentator
- 1990 - Danilo Petrucci, Italiaans motorcoureur
- 1990 - Federica Sanfilippo, Italiaans biatlete
- 1991 - Thierry Langer, Belgisch biatleet
- 1993 - Nabil Jeffri, Maleisisch autocoureur
- 1994 - Sean O'Malley, Amerikaans MMA-vechter
- 1995 - Marissa Damink, Nederlands atlete
- 1996 - Tamino, Belgisch muzikant
- 1996 - Selin Akkulak, Nederlands actrice
- 1997 - Edson Álvarez, Mexicaans voetballer
- 1997 - Raye, Brits zangeres
- 1997 - Park So-youn, Zuid-Koreaans kunstschaatsster
- 1998 - Daya (Grace Tandon), Amerikaans zangeres
- 1999 - Elli Pikkujämsä, Fins voetbalster
- 1999 - Lieve van Vliet, Nederlands voetbalster
- 2000 - Athenea del Castillo, Spaans voetbalster
- 2004 - Franziska Kett, Duits voetbalster

## Overleden

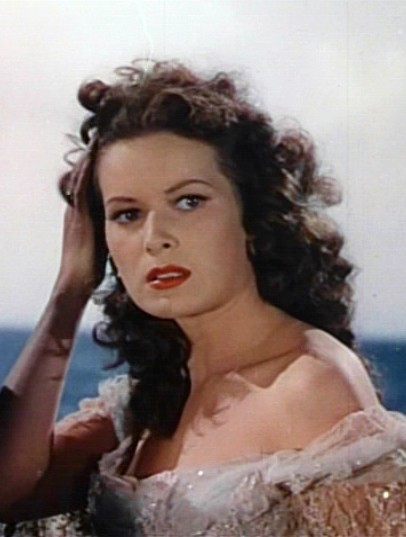
Maureen O'Hara
overleden in 2015

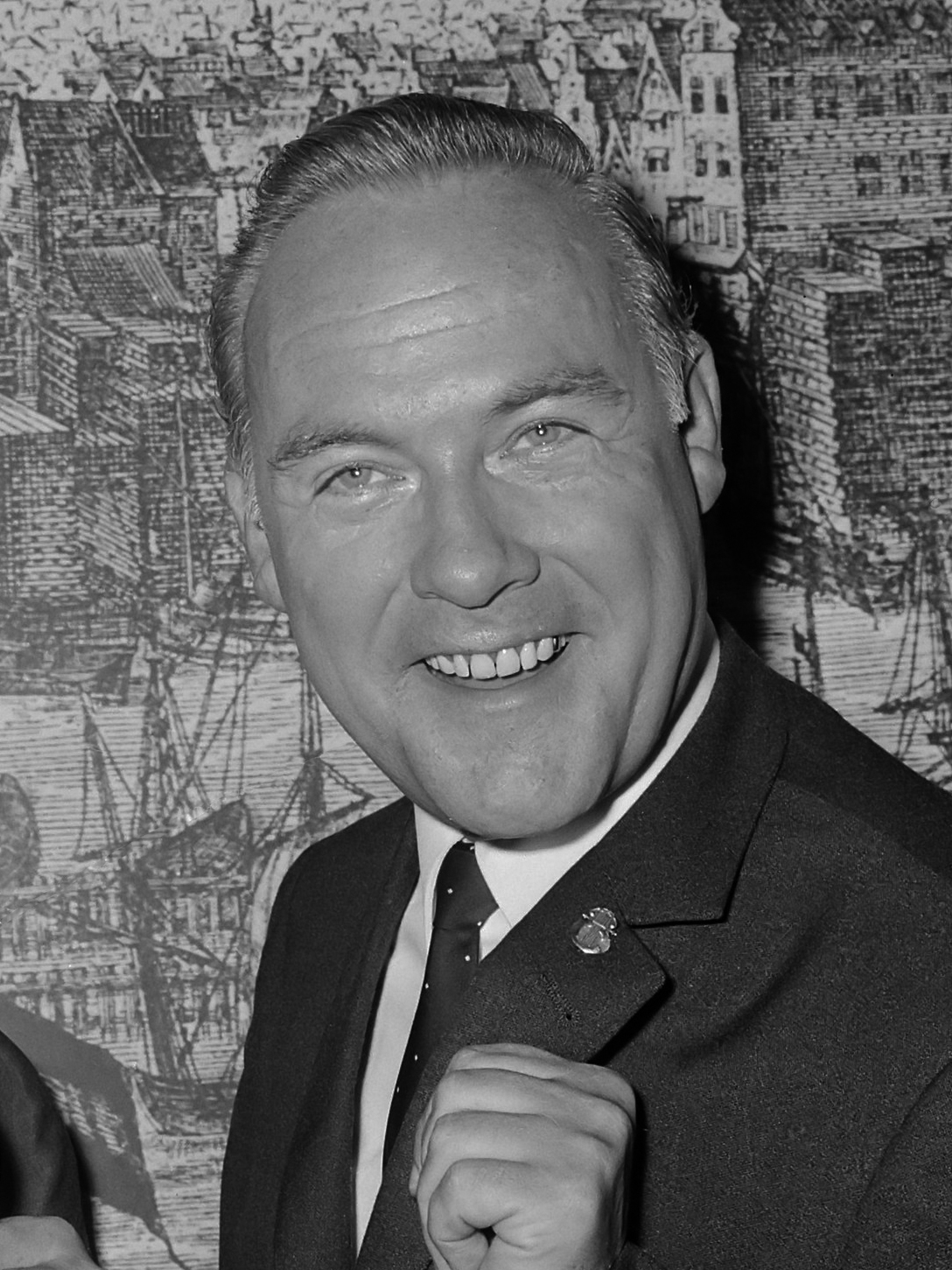
Eddy Christiani
overleden in 2016

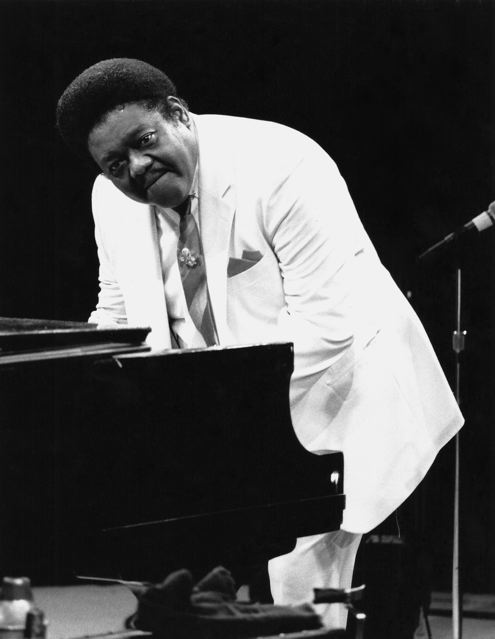
Fats Domino
overleden in 2017

- 1537 - Jane Seymour (28), echtgenote van Hendrik VIII van Engeland
- 1579 - Albrecht V van Beieren (51), hertog van Beieren
- 1601 - Tycho Brahe (54), Deens astronoom
- 1655 - Pierre Gassendi (63), Frans filosoof en wiskundige
- 1667 - Govaert Wendelen (87), Zuid-Nederlands priester en astronoom
- 1669 - Wilhelmus Bolognino (79), Zuid-Nederlands schrijver
- 1718 - Thomas Parnell, Iers dichter
- 1725 - Alessandro Scarlatti (65), Italiaans componist van barokmuziek
- 1842 - Bernardo O'Higgins (64), Chileens militair en vrijheidsstrijder
- 1870 - Antonius Maria Claret (62), Spaans bisschop en ordestichter; heilige van de Rooms-Katholieke Kerk
- 1895 - Meijer de Haan (43), Nederlands kunstschilder
- 1915 - Désiré Charnay (87), Frans archeoloog
- 1918 - Daniel Burley Woolfall (66), Brits voetbalbestuurder
- 1920 - Maria Aleksandrovna van Rusland (67), grootvorstin van Rusland
- 1928 - Gaetano de Lai (75), Italiaans curiekardinaal
- 1942 - Frederik Hovius (44), Nederlands verzetsstrijder
- 1944 - Louis Renault (67), autofabrikant
- 1945 - Vidkun Quisling (58), Noors landverrader
- 1948 - Franz Lehár (78), Oostenrijks-Hongaars componist en dirigent
- 1948 - Frederic L. Paxson (71), Amerikaans historicus
- 1956 - Henry Nicholas Ridley (100), Brits botanicus
- 1957 - Christian Dior (52), Frans modeontwerper
- 1960 - Jouke Broer Schuil (85), Nederlands schrijver
- 1963 - Karl Bühler (84), Duits psycholoog
- 1970 - Kurt Melcher (89), Duitse jurist, politiebeambte en hoofdcommissaris
- 1971 - Jo Siffert (35), Zwitsers autocoureur
- 1974 - Frits Peutz (78), Nederlands architect
- 1974 - Alfons Verbist (86), Belgisch politicus
- 1978 - Robert Puttemans (76), Belgisch architect
- 1980 - Loes van Overeem (72), Nederlands vrijwilligster van het Rode Kruis
- 1985 - Maurice Roy (80), Canadees kardinaal
- 1991 - Gene Roddenberry (70), Amerikaans sciencefictionschrijver en televisieproducent
- 1995 - Andrés Aguilar Mawdsley (71), Venezolaans rechtsgeleerde, hoogleraar, diplomaat, politicus en rechter
- 1997 - Skip Alexander (79), Amerikaans golfer
- 2002 - Scott Plank (43), Amerikaans acteur
- 2005 - José Azcona del Hoyo (78), Hondurees president
- 2005 - Rosa Parks (92), Amerikaans burgerrechtenactiviste
- 2007 - André Vanden Broucke (79), Belgisch vakbondvoorzitter
- 2008 - Ankie Peypers (80), Nederlands dichteres, schrijfster en journaliste
- 2010 - Andy Holmes (51), Brits roeier
- 2011 - Kjell Johansson (65), Zweeds tafeltennisser
- 2012 - Anita Björk (89), Zweeds actrice
- 2012 - Maurits De Prins (64), Belgisch ondernemer en fraudeur
- 2012 - Margaret Osborne-duPont (94), Amerikaans tennisspeelster
- 2013 - Antonia Bird (62), Brits televisie- en filmregisseuse
- 2013 - Kadir Nurman (80), Turks ondernemer en uitvinder
- 2013 - Nyanasamvara Suvaddhana (100), Thais bhikkhu monnik
- 2013 - Henry Taylor (80), Brits autocoureur
- 2014 - Kim Anderzon (71), Zweeds actrice
- 2014 - Mbulaeni Mulaudzi (34), Zuid-Afrikaans atleet
- 2014 - Chris Veraart (70), Nederlands advocaat, dichter en schrijver
- 2015 - Ján Chryzostom Korec (91), Slowaaks kardinaal
- 2015 - Maureen O'Hara (95), Iers actrice
- 2016 - Eddy Christiani (98), Nederlands zanger
- 2016 - Benjamin Creme (93), Schots esotericus, kunstschilder, auteur, internationaal spreker
- 2016 - Reinhard Häfner (64), Duits voetballer en voetbaltrainer
- 2016 - Jorge Batlle Ibáñez (88), president van Uruguay
- 2016 - Bobby Vee (73), Amerikaans zanger en acteur
- 2017 - Willie Chan (76), Hongkongs filmproducent
- 2017 - Fats Domino (89), Amerikaans rhythm-and-blueszanger-pianist
- 2017 - Robert Guillaume (89), Amerikaans acteur
- 2018 - James Karen (94), Amerikaans acteur
- 2018 - Tony Joe White (75), Amerikaans zanger
- 2019 - Wim Gerritsen (84), Nederlands neerlandicus en literatuurhistoricus
- 2020 - Maurice Bodson (76), Belgisch politicus
- 2021 - Fredrik Andersson Hed (49), Zweeds golfer
- 2021 - James Michael Tyler (59), Amerikaans acteur
- 2021 - Erna de Vries (98), Duits overlevende van de Holocaust
- 2022 - Ash Carter (68), Amerikaans politicus
- 2022 - Leslie Jordan (67), Amerikaans acteur
- 2023 - Hans Albert (102), Duits filosoof
- 2023 - Henk over de Linden (100), Nederlands burgemeester
- 2023 - Adriaan Nooteboom (95), Nederlands politicus
- 2023 - Richard Roundtree (81), Amerikaans filmacteur
- 2024 - Abdelaziz Barrada (35), Marokkaans voetballer

## Sterrenbeeld
♏ Schorpioen (tot 23 november)

## Viering/herdenking
- Zambia - Onafhankelijkheidsdag
- Dag van de Verenigde Naties
- Rooms-Katholieke kalender:

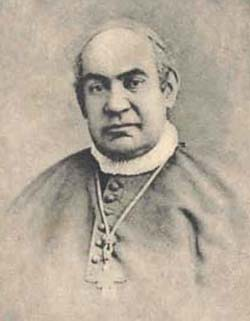
Antonius Maria Claret

  - Heilige Antonius Maria Claret († 1870) - Vrije Gedachtenis
  - Heilige Maglorius van Dol († c. 575)
  - Heilige Evergislus (van Tongeren) († c. 593) - Gedachtenis (in bisdom Luik)
  - Heilige Bernardus Calvo († 1243)

## Weerextremen

### Nederland
| | Officiële records | Officiële records | Officiële records |      | Landelijke records | Landelijke records | Landelijke records |
| Gebeurtenis | Jaar              | Extreem           | Locatie           | Jaar | Extreem            | Locatie            |                    |
| --- | ----------------- | ----------------- | ----------------- | ---- | ------------------ | ------------------ | ------------------ |
| Laagste etmaalgemiddelde temperatuur (°C) | 2003              | −0,2              | De Bilt           |      | 1908 2003          | −1,0               | Eelde Volkel       |
| Hoogste etmaalgemiddelde temperatuur (°C) | 2004              | 16,0              | De Bilt           |      | 2004               | 17,1               | Arcen              |
| Laagste minimumtemperatuur (°C) | 2003              | −5,9              | De Bilt           |      | 2003               | −8,5               | Twenthe            |
| Hoogste minimumtemperatuur (°C) | 2004              | 14,9              | De Bilt           |      | 2004               | 15,7               | Woensdrecht        |
| Laagste maximumtemperatuur (°C) | 1905              | 3,0               | De Bilt           |      | 2003               | 2,1                | Deelen             |
| Hoogste maximumtemperatuur (°C) | 2019              | 19,6              | De Bilt           |      | 1971               | 21,8               | Maastricht         |
| Hoogste uurgemiddelde windsnelheid (m/s) | 1949              | 16,5              | De Bilt           |      | 1937               | 21,1               | Vlissingen         |
| Hoogste windstoot (m/s) | 1954              | 23,7              | De Bilt           |      | 1998               | 29,0               | Vlakte van De Raan |
| Langste zonneschijnduur (uur) | 1946, 1951        | 9,1               | De Bilt           |      | 1985               | 9,7                | Maastricht         |
| Langste neerslagduur (uur) | 2005              | 12,2              | De Bilt           |      | 2023               | 15,7               | Hoorn Terschelling |
| Hoogste etmaalsom van de neerslag (mm) | 1998              | 22,6              | De Bilt           |      | 1998               | 33,2               | Valkenburg ZH      |
| Laagste etmaalgemiddelde relatieve vochtigheid (%) | 1924              | 63                | De Bilt           |      | 1985               | 53                 | Maastricht         |
| Laagste uurwaarde luchtdruk op zeeniveau (hPa) | 1998              | 978,7             | De Bilt           |      | 1998               | 973,5              | Vlieland           |
| Hoogste uurwaarde luchtdruk op zeeniveau (hPa) | 1958              | 1039,1            | De Bilt           |      | 1958               | 1039,8             | Eindhoven          |
| Officiële records worden altijd gemeten op het KNMI-weerstation in De Bilt. Landelijke records kunnen worden gemeten op elk officieel KNMI-weerstation in Nederland. |                   |                   |                   |      |                    |                    |                    |

Uitzonderlijke gebeurtenissen
- 1904 - Laatste officiële zachte dag van het jaar (maximumtemperatuur ≥ 15 °C in De Bilt)
- 1904 - Laatste landelijke zachte dag van het jaar gemeten in De Bilt (maximumtemperatuur ≥ 15 °C op een officieel weerstation)
- 1928 - Laatste officiële zachte dag van het jaar (maximumtemperatuur ≥ 15 °C in De Bilt)
- 1929 - Laatste officiële zachte dag van het jaar (maximumtemperatuur ≥ 15 °C in De Bilt)
- 1942 - Laatste officiële zachte dag van het jaar (maximumtemperatuur ≥ 15 °C in De Bilt)
- 1948 - Laatste officiële zachte dag van het jaar (maximumtemperatuur ≥ 15 °C in De Bilt)
- 1956 - Laatste officiële zachte dag van het jaar (maximumtemperatuur ≥ 15 °C in De Bilt)
- 1961 - Laatste officiële zachte dag van het jaar (maximumtemperatuur ≥ 15 °C in De Bilt)
- 1971 - Laatste officiële zachte dag van het jaar (maximumtemperatuur ≥ 15 °C in De Bilt)
- 1978 - Laatste officiële zachte dag van het jaar (maximumtemperatuur ≥ 15 °C in De Bilt)
- 1990 - Laatste officiële zachte dag van het jaar (maximumtemperatuur ≥ 15 °C in De Bilt)
- 2003 - Landelijk maandrecord laagste minimumtemperatuur in °C van oktober gemeten in Twenthe: −8,5. Samen met 28 oktober 1931

### België
Dagrecords
- 2003 - Laagste etmaalgemiddelde temperatuur 0,5 °C
- 2004 - Hoogste etmaalgemiddelde temperatuur 18 °C
- 2003 - Laagste minimumtemperatuur −3,4 °C
- 1971 - Hoogste maximumtemperatuur 21,5 °C
- 1961 - Hoogste etmaalsom van de neerslag 25,3 mm

Uitzonderlijke gebeurtenissen
- 1908 - Sneeuwbuien waargenomen in Vlaanderen. 13 cm sneeuw in Zomergem.
- 1983 - De temperatuur daalt in Rochefort tot −6,8 °C.
- 2003 - Amper 34 dagen na de hoge temperaturen sneeuwt het in verschillende streken, met plaatselijke sneeuwophopingen.

<< · 1 · 2 · 3 · 4 · 5 · 6 · 7 · 8 · 9 · 10 · 11 · 12 · 13 · 14 · 15 · 16 · 17 · 18 · 19 · 20 · 21 · 22 · 23 · 24 · 25 · 26 · 27 · 28 · 29 · 30 · 31 · >>